# Malaltia X
La malaltia X és un nom reservat que va ser adoptat per l'Organització Mundial de la Salut (OMS) el febrer de 2018 a la llista reduïda de malalties prioritàries per representar un patogen hipotètic i desconegut que podria causar una futura epidèmia. L'OMS va adoptar el nomreservat per garantir que la seva planificació fos prou flexible per adaptar-se a un patogen desconegut (per exemple, vacunes més àmplies i instal·lacions de fabricació). El director de l'Institut Nacional d'Al·lèrgies i Malalties Infeccioses (EUA), Anthony Fauci, va afirmar que el concepte de malaltia X animaria els projectes de l'OMS a centrar els seus esforços de recerca en classes senceres de virus (per exemple, flavivirus), en lloc de només soques individuals (per exemple, virus del Zika) millorant així la capacitat de l'OMS de respondre a l'aparició de soques imprevistes.
El 2020, es va especular, inclosos alguns dels propis assessors experts de l'OMS, que la COVID-19, causada per la soca del virus SARS-CoV-2, complia els requisits per ser la primera malaltia X.